# Iglesia de Nuestra Señora de la Paz (Córdoba)
La iglesia de Nuestra Señora de la Paz, más conocida como iglesia de San Basilio, fue fundada en el año 1590 por los monjes de San Basilio y es la antigua iglesia conventual del desaparecido colegio de San Basilio. En 1846 fue designada parroquia auxiliar de la del Sagrario debido a la gran distancia entre la barriada y la Mezquita-catedral.

## Historia y descripción
La parroquia se fundó en un origen como Casa conventual de los monjes de San Basilio Magno en 1590. Ha sufrido grandes modificaciones a lo largo de su historia, lo que ha producido que apenas se conserve nada de la iglesia del siglo XVI, ya que la nave central y el artesonado son obras barrocas del siglo XVII, mientras que en el siglo XVIII se añadieron las capillas laterales, el camarín, la sacristía y el retablo realizado por Alonso Gómez de Sandoval. Este retablo, según relata Teodomiro Ramírez de Arellano en sus Paseos por Córdoba (1877) fue trasladado desde el antiguo convento de Santa Clara tras su desamortización y abandono en 1868. Asimismo, en el altar lateral izquierdo se encuentra una talla de San Francisco realizada por Alonso de Mena.
Tras la Desamortización española ocurrida en el siglo XIX, se constituyó como parroquia en 1846. En una de sus esquinas se encuentra sobre un capitel una imagen de San Rafael que originalmente formó parte de un triunfo situado en la plaza de San Basilio.
En ella fue sepultado a su fallecimiento en 1757 Juan Agustín Borrego del Río, abad mitrado del colegio.
Coadjutor de esta parroquia auxiliar fue durante un tiempo don Bartolomé del Cerro y Alcalá que todos los años por Navidad instalaba un bellísimo nacimiento con numerosas y excelentes figuras, adquiriendo tal fama que era visitado por numerosos cordobeses de todos los barrios de la ciudad.
También por aquella época ya salía de esta parroquia, cada 15 de agosto, la procesión conocida como la de "la Virgen de Agosto" o "la Virgen de Acá".
En ella reside dos cofradías: La hermandad de la Pasión (Penitencia) y la del Tránsito (Gloriosa). La de la Pasión procesiona el miércoles santo, hasta la carrera oficial con sus dos pasos, el de Jesús de la Pasión y el de la virgen del Amor y San Juan Evangelista. Luego, cada 15 de agosto procesiona la de la virgen del Tránsito, que va hasta la SIC, imagen muy venerada las personas del barrio.